# Polysphaeria pedunculata
Polysphaeria pedunculata là một loài thực vật có hoa trong họ Thiến thảo. Loài này được K.Schum. ex De Wild. miêu tả khoa học đầu tiên năm 1903.